# Drog

Tabell över olika drogers skadeverkningar.

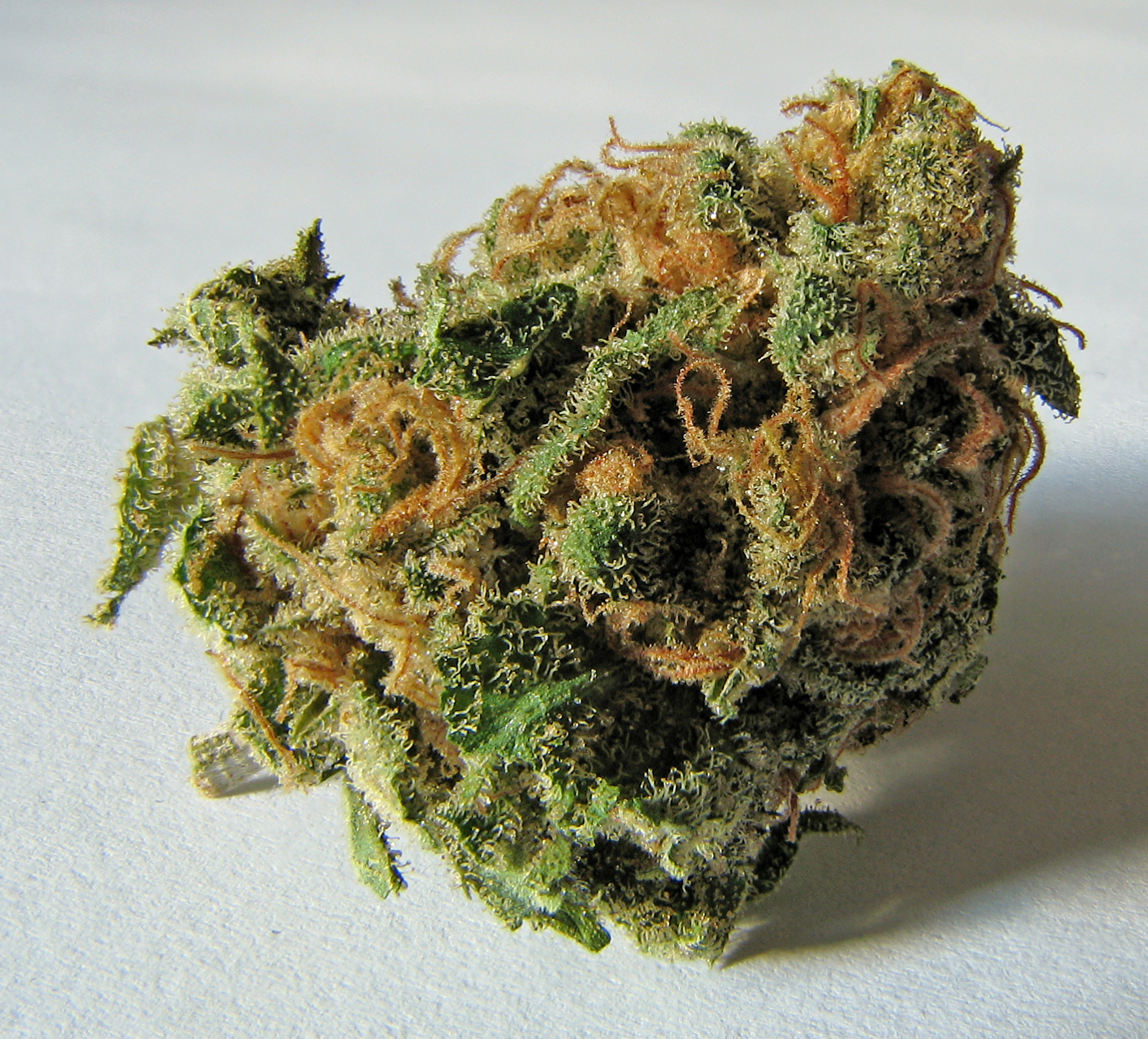
Cannabis är en vanlig drog.

Droger är narkotiska preparat (narkotika), i synnerhet när de används i andra syften än medicinska. Narkotika påverkar det centrala nervsystemet och kan till exempel ge en upplivande eller bedövande effekt. 

## Narkotika
Narkotika är ett samlingsnamn för illegala droger av olika arter. Inom juridiken syftar narkotika på de substanser som narkotikaklassats av Läkemedelsverket. För att klassas som narkotika ska ett ämne anses vara hälsofarligt, beroendeframkallande eller euforiserande. I den officiella klassningen finns det fem undergrupper. 
- Förteckning I: Droger som i Sverige anses sakna medicinskt värde, till exempel heroin, cannabis och hallucinogener. Dessa är förbjudna att tillverka, importera eller sälja.
- Förteckning II–IV: Droger som används medicinskt och kräver import/exporttillstånd, till exempel morfin, amfetamin och bensodiazepiner.
- Förteckning V: Droger som ej omfattas av internationella konventioner och ej kräver import/exporttillstånd. Svagare opioider, bedövningsmedel och vissa bensodiazepinliknande substanser.

En förteckning över narkotikaklassade läkemedel i Sverige är fogad som bilaga till förordningen (1992:1554) om kontroll av narkotika.

## Historia
Människan har berusat sig sen urminnes tider och olika drogkulturer har vuxit upp runt om på jorden. I Sverige liksom i övriga västvärlden är kaffe, olika alkoholhaltiga drycker som öl, vin och sprit, produkter av kakao och tobak lagliga och socialt accepterade. På andra håll i världen brukas droger som kava, cannabis, opium, betel, kokablad, khat och andra droger öppet. I en del religioner brukas olika droger (främst psykedelia, cannabis och vin) som en del i religionsutövningen. De mest brukade berusningsmedlen i världen är nikotin och koffein. 

### Etymologi
Själva ordet kommer från det franska ordet drogue, av mycket omstritt ursprung; en teori är att ordet ursprungligen kommer från det lågtyska ordet drogefate som var en sorts packkärl för torra varor, varefter förleden droge- lösgjorts och kommit att åsyfta behållarnas innehåll (torkade växtsubstanser). Även nederländska ordet droog förekommer (”torr” med syftning på torkad växt) i etymologin. Sedermera upptaget i engelskan ”drug”.

## Sociala och politiska aspekter
Runt om på jorden förekommer illegalt bruk av droger. Alkohol är tabu inom islam och är olagligt i en del muslimska länder, men dricks alltjämt (ibland till och med på tyst accepterade svartklubbar som kan vara mer eller mindre offentliga). Cannabis (hasch och marijuana) är den utan jämförelse mest brukade illegala drogen i västvärlden, på en del håll i Europa har tillämpningen av narkotikalagstiftningen gått mot att behandla innehav av små kvantiteter för eget bruk som en förseelse som inte leder till straff (t.ex. Portugal) och på andra håll mot att stoppa eller minska försäljning av mindre kvantiteter till exempel stängning av den öppna droghandeln i Christiania, stängning av många så kallade "Coffe shops" (Nederländerna), förbud mot all försäljning av cannabis till personer som inte är bosatta i landet (Nederländerna).
 På andra håll, som i delar av Indien, är cannabis tillåtet med hänsyn till den mångtusenåriga lokala traditionen. Andra vanligen illegala droger är kokain, amfetamin, heroin och olika preparat som används som läkemedel för människor eller djur.
De flesta länder gör bedömningar av olika illegala drogers relativa farlighet i två eller flera klasser. Storbritannien har tre "classes", USA har fem "schedules", Nederländerna har två listor, som vardagligt sägs representera lätta respektive tunga droger. Om inte annat gör man dessa bedömningar för att kunna sätta strängare straffsatser på till exempel innehav av en drog som man anser som speciellt hälso- eller samhällsfarlig.

### I Sverige
I Sverige använder polis, åklagare och domstolar en farlighetsbedömning för respektive substans och en rekommenderad straffvärdesbedömning som baseras på detta. Från 1 april 2011 har polisen rätt att beslagta även syntetiska droger som inte finns med på denna lista om de bedömer att syftet med innehavet är kopplat till drogmissbruk. Det handlar om så kallade nätdroger som tillverkarna ändrat lite i receptet så att drogen blir oklassad och därmed laglig igen. Efter beslut av en åklagare får polisen destruera det som beslagtagits. Orsaken till denna lagändring är några drogrelaterade dödsfall som inträffat efter intag av så kallade nätdroger.
I Sverige är försäljning av narkotika gängens största inkomstkälla och en vanlig orsak till konflikt mellan dem.

## Grupperingar av droger

### Opioider
Opioider, egentlig narkotika, har sövande, narkotiska, egenskaper men används främst för sina smärtstillande och euforigivande effekter. Vanliga exempel är morfin, heroin, kodein och metadon. Opium innehåller en blandning av många opioider. Opioider som framställs ur råopium, mjölksaften från vallmo, kallas opiater.

### Centralstimulantia
Centralstimulerande preparat ökar den psykiska energin och aktiviteten och minskar hunger och trötthet. De benämns därför ofta som partydroger på grund av dessa uppiggande effekter. Bland de kraftigare finns de syntetiska drogerna amfetamin, metamfetamin och även kokain, en raffinering av kokablad. Amfetaminlika preparat och efedrin förekommer i läkemedel, det förra förskrivet bara under mycket speciella omständigheter. Men andra mildare stimulantia är khat och kokablad som tuggas, och vanligast och mildast av dem alla, koffein, som är centralstimulerande och finns både som huvudsaklig substans och som hjälpämne i en del läkemedel, i halstabletter och många läskedrycker samt naturligt i te och kaffe.

### Sedativa
Centraldepressiva preparat har en hämmande inverkan på det centrala nervsystemet och kan upplevas euforiskt men har annars en lugnande och dövande, sederande, effekt samtidigt som de negativt påverkar medvetandegrad och impulskontroll. Absolut vanligast är alkohol men till kategorin brukar man snarare vanligtvis räkna olika bensodiazepiner och barbiturater som till exempel Diazepam (Valium) och Flunitrazepam, även känt som Rohypnol eller Roofies. Även GHB kan tillföras denna grupp.

### Hallucinogener
Olika hallucinogener, psykedelia och dissociativa droger, har ett mycket stort spektrum av psykiska effekter med många gemensamma nämnare men som ändå kan variera kraftigt mellan personer och tillfällen. LSD, psilocybin, meskalin, DMT (ingrediens i ayahuasca), och 2C-B är några typiska psykedeliska droger. Profetsalvia (salvinorin A), ketamin, lustgas och ångorna av eter är exempel på dissociativa droger.
Även delirianter kan föras till kategorin, men dessa droger (exempelvis atropin) tenderar att ge upphov till obehag snarare än njutning, eftersom delirium praktiskt taget induceras i och med intag. Till skillnad från de psykedeliska och dissociativa drogerna, vilka sätter sinnena på spets, driver delirianter användaren till förvirring och psykotiska symptom bland annat på grund av den ångest som kan uppstå då det parasympatiska nervsystemet hämmas kraftigt.[källa behövs]

### Lösningsmedel
Lösningsmedel som etanol (alkohol), butan, bensin, toluen, thinner kan ha en bedövande och hämningslösande effekter, men även från ångorna av lim och färg kan olika lösningsmedel eller krom ge samma effekter. Långvarigt missbruk av lösningsmedel orsakar permanenta hjärnskador.

### Övriga
Flera droger kan inte passas in i någon av kategorierna eller flera av dem. Kava och cannabis (vanligast i formerna hasch eller buds) är, om än mycket olika varandra, båda milt narkotiska och lätt psykedeliska. MDMA eller ecstasy är både stimulerande och hallucinogen. Snus och cigaretter innehåller nikotin som tillsammans med betel kan bilda en grupp som har blandade egenskaper, varav vissa stimulerande andra sederande.